# SuRie
SuRie, właśc. Susanna Marie Cork (ur. 18 lutego 1989 w Harlow) – brytyjska piosenkarka, autorka tekstów, muzyk i nauczycielka, reprezentantka Wielkiej Brytanii w 63. Konkursie Piosenki Eurowizji (2018). Pseudonim jest kombinacją jej dwóch imion – Susanna oraz Marie.

## Życiorys
Jej rodzicami są Andrew Cork oraz Julia (z domu Kornberg). Dziadek ze strony matki, Hans Kornberg, był urodzonym w Republice Weimarskiej brytyjsko-amerykańskim biochemikiem, którego rodzice zginęli podczas holokaustu. W dzieciństwie chciała zostać baletnicą. Jako dziecko śpiewała m.in. dla księcia Karola w Royal Albert Hall, a także w katedrze św. Pawła w Londynie czy bazylice św. Marka w Wenecji. W późniejszym czasie śpiewała w chórkach u Chrisa Martina oraz Willa Younga. Zaczęła pisać utwory, mając 12 lat. Uczęszczała do Hills Road Sixth Form College i ukończyła Królewską Akademię Muzyczną. Prócz śpiewu, uczyła się gry na pianinie oraz oboju.
W 2015 wspierała wokalnie i tanecznie Loïca Notteta podczas 60. Konkursu Piosenki Eurowizji. Rok później nakładem wytwórni płytowej MMP wydała swój debiutancki album studyjny pt. Something Beginning With..., który poprzedzony był wydaniem dwóch minialbumów SuRie oraz Out of Universe. W 2017 pracowała jako dyrektor muzyczny realizujący występ Blanche podczas 62. Konkursu Piosenki Eurowizji. W tym samym roku wydała także swój debiutancki singel „Lover, You Should’ve Come Over”.
Na początku stycznia 2018 została ogłoszona jedną z sześciu uczestników brytyjskich eliminacji eurowizyjnych Eurovision: You Decide, do których zgłosiła się z piosenką „Storm”, którą następnie wydała cyfrowo jako singel 7 marca 2018. 7 lutego 2018 wystąpiła w finale selekcji i zajęła pierwsze miejsce, dzięki czemu została wybrana na reprezentantkę Wielkiej Brytanii w 63. Konkursie Piosenki Eurowizji, organizowanym w Lizbonie. 12 maja 2018 wystąpiła w finale konkursu i zajęła 24. miejsce po zdobyciu 48 punktów, w tym 25 punktów od telewidzów (20. miejsce) i 23 pkt od jurorów (23. miejsce). W trakcie występu na scenę wtargnął mężczyzna, który wyrwał jej mikrofon z ręki i zaczął wykrzykiwać słowa sprzeciwu wobec brexitu: Do nazistów z brytyjskich mediów – domagamy się wolności. Wokalistka odrzuciła jednak propozycję powtórzenia swojego występu po wszystkich prezentacjach konkursowych, będąc usatysfakcjonowaną z jego przebiegu. 25 maja 2018 wydała swój kolejny singiel, „Taking It Over”.
18 lutego 2019 wydała album pt. Dozen, w maju 2019 – singiel „Only You and I”. 8 maja 2020 wystąpiła w projekcie Eurovision Home Concerts, w którym wykonała „Storm” i cover kompozycji „Hard Rock Hallelujah” fińskiego zespołu Lordi. Tydzień później wydała minialbum Rye, na którym znalazło się pięć kompozycji, w tym cover utworu „Silent Storm” Carla Espena.

## Dyskografia
Albumy studyjne
| Rok  | Dane dot. albumu                                                                                     |
| ---- | --- |
| 2016 | Something Beginning With... - Wydany: 2 grudnia 2016 - Wytwórnia: MMP - Format: CD, digital download |
| 2019 | Dozen - Wydany: 18 lutego 2019 - Wytwórnia: MMP - Format: CD, digital download                       |

EP
| Rok  | Dane dot. albumu                                                                                |
| ---- | ----------------------------------------------------------------------------------------------- |
| 2016 | SuRie - Wydany: 7 lipca 2016 - Wytwórnia: Scarlett Audio - Format: digital download             |
| 2016 | Out of Universe - Wydany: 13 września 2016 - Wytwórnia: Silent Audio - Format: digital download |
| 2020 | Rye - Wydany: 15 maja 2020 - Wytwórnia: MMP - Format: digital download                          |

Single
| Rok                                                      | Tytuł                            | Najwyższe pozycje na listach | Najwyższe pozycje na listach | Album |
| Rok                                                      | Tytuł                            | UK                           | SCO                          | Album |
| -------------------------------------------------------- | -------------------------------- | ---------------------------- | ---------------------------- | ----- |
| 2017                                                     | „Lover, You Should’ve Come Over” | –                            | –                            | –     |
| 2018                                                     | „Storm”                          | 50                           | 13                           | –     |
| 2018                                                     | „Taking It Over”                 | –                            | –                            | –     |
| 2019                                                     | „Only You and I”                 | –                            | –                            | –     |
| „–” oznacza, że singel nie był notowany na danej liście. |                                  |                              |                              |       |